# 石岭子城子山山城
石岭子城子山山城，位于中国吉林省梨树县石岭子镇后李家屯，为一个省级文物保护单位，类型为古城址，公布时间为2007年5月31日。该文物保护单位由梨树县文管所管理。
石岭子城子山山城的历史年代为金、元。